# Campeonato Asiático de Atletismo de 2017 - Revezamento 4x400 m masculino
A prova dos 4 x 400 metros estafetas masculino do Campeonato Asiático de Atletismo de 2017 foi disputada no dia 9 de julho de 2017 no Kalinga Stadium em Bhubaneswar, na Índia. 

## Recordes
Antes desta competição, os recordes mundiais e do campeonato nesta prova eram os seguintes:
|                       | Nome                                                                                    | Nacionalidade  | Tempo     | Local     | Data                 |
| --------------------- | --------------------------------------------------------------------------------------- | -------------- | --------- | --------- | -------------------- |
| Recorde mundial       | Andrew Valmon, Quincy Watts Butch Reynolds, Michael Johnson                             | Estados Unidos | 2m 54s 29 | Estugarda | 22 de agosto de 1993 |
| Recorde do campeonato | Femi Seun Ogunode, Musaeb Abdulrahman Balla Mohamed El Nour Mohamed, Abdelalelah Haroun | Catar          | 3m 02s 50 | Wuhan     | 7 de junho de 2015   |
| Recorde asiático      | Shigekazu Omori, Jun Osakada Koji Ito, Shunji Karube                                    | Japão          | 3m 00s 76 | Atlanta   | 3 de agosto de 1996  |

## Medalhistas
| Ouro                                                                                             | Prata                                                                               | Bronze |
| Índia · Kunju Muhammed · Amoj Jacob · Arokia Rajiv · Mohammad Anas · Mohan Kumar* · Sachin Roby* | Sri Lanka · Tharusha Dananjaya · Kalinga Kumarage · Ajith Premakumara · Dilip Ruwan | Tailândia · Apisit Chamsri · Nattapong Kongkraphan · Jirayu Pleenaram · Phitchaya Sunthonthuam · Vitsanu Phosri* |

* Atletas que competiram somente nas baterias.

## Resultados

### Bateria
Qualificação: 3 atletas de cada bateria  (Q) mais os 2 melhores qualificados (q). 
| Posição | Bateria | Nacionalidade          | Atletas                                                                         | Tempo   | Notas |
| ------- | ------- | ---------------------- | ------------------------------------------------------------------------------- | ------- | ----- |
| 1       | 1       | Índia                  | Kunju Muhammed, Sachin Roby, Mohan Kumar, Arokia Rajiv                          | 3:06.96 | Q     |
| 2       | 1       | Taipé Chinesa          | Wang Wei-hsu, Yang Lung-hsiang, Yu Chen-yi, Chen Chieh                          | 3:08.35 | Q     |
| 3       | 2       | Sri Lanka              | Tharusha Dananjaya, Kalinga Kumarage, Ajith Premakumara, Dilip Ruwan            | 3:09.96 | Q     |
| 4       | 2       | Tailândia              | Apisit Chamsri, Nattapong Kongkraphan, Vitsanu Phosri, Phitchaya Sunthonthuam   | 3:11.14 | Q     |
| 5       | 2       | Omã                    | Salah Ibrahim, Yousuf Thani, Abdul Rahim, Othman Al-Busaidi                     | 3:11.15 | Q     |
| 6       | 2       | Paquistão              | Mehboob Ali, Mazhar Ali, Asad Iqbal, Nokar Hussain                              | 3:11.15 | q     |
| 7       | 1       | Cazaquistão            | Vyacheslav Zems, Igor Kondratyev, Andrey Sokolov, Dmitriy Koblov                | 3:14.18 | Q     |
| 8       | 1       | Coreia do Sul          | Hwang Hye-onu, Choi Min-gi, Lee Yo-han, Mo Il-hwan                              | 3:14.53 | q     |
| 9       | 1       | Tajiquistão            | Davron Atabaev, Alisher Pulotov, Azizd Abdullaev, Grigoriy Derepaskin           | 3:17.18 |       |
| 10      | 2       | Afeganistão            | Abdul Wahab Zahiri, Wais Ibrahim Khairandesh, Guhary Abdul Zaher, Sadat Khoshal | 3:20.77 |       |
| 11      | 2       | Emirados Árabes Unidos | Ali Moosa Shaiba, Mohammed Al-Bolooshi, Hassan Mayouf, Omar Al-Salfah           | 3:35.00 |       |
| 12      | 1       | Kuwait                 |                                                                                 | DNS     |       |

### Final

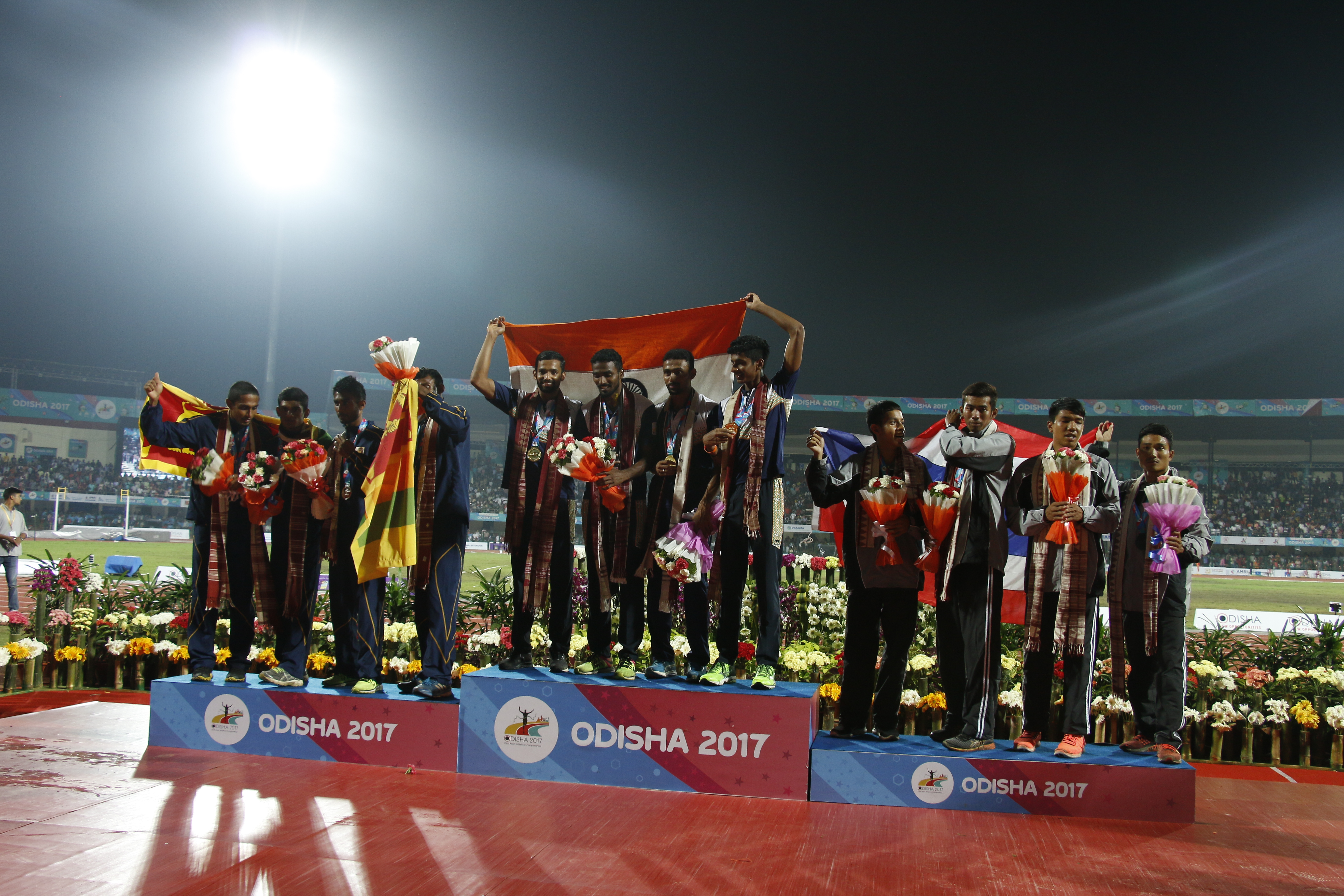
Revezamento 4x400m masculino. Índia (Ouro), Sri Lanka (Prata) e Tailândia (Bronze)

| Posição           | Nacionalidade | Atletas                                                                         | Resultados | Notas |
| ----------------- | ------------- | ------------------------------------------------------------------------------- | ---------- | ----- |
| Medalha de ouro   | Índia         | Kunju Muhammed, Amoj Jacob, Arokia Rajiv, Mohammad Anas                         | 3:02.92    |       |
| Medalha de prata  | Sri Lanka     | Tharusha Dananjaya, Kalinga Kumarage, Ajith Premakumara, Dilip Ruwan            | 3:04.80    |       |
| Medalha de bronze | Tailândia     | Apisit Chamsri, Nattapong Kongkraphan, Jirayu Pleenaram, Phitchaya Sunthonthuam | 3:06.48    |       |
| 4                 | Taipé Chinesa | Wang Wei-hsu, Yang Lung-hsiang, Yu Chen-yi, Chen Chieh                          | 3:06.51    |       |
| 5                 | Omã           | Salah Ibrahim, Othman Al-Busaidi, Mohamed Obaid Al-Hindi, Ahmed Mubarak Salah   | 3:06.79    |       |
| 6                 | Coreia do Sul | Park Bong-go, Choi Min-gi, Mo Il-hwan, Lee Jae-ha                               | 3:09.15    |       |
| 7                 | Paquistão     | Mehboob Ali, Mazhar Ali, Asad Iqbal, Nokar Hussain                              | 3:11.42    |       |
| 8                 | Cazaquistão   | Vyacheslav Zems, Igor Kondratyev, Andrey Sokolov, Dmitriy Koblov                | 3:11.49    |       |

Legenda
| Recorde mundial       | Recorde mundial (World record)               |                       | Recorde africano                      | Recorde africano (African) |                                           | Q | Classificado por posição (Qualified) |
| Recorde do campeonato | Recorde do campeonato (Championship record)  | Recorde da América    | Recorde da América (Americas)         | q                          | Classificado por melhor tempo (Qualified) |   |                                      |
| Melhor marca do ano   | Melhor marca do ano (World leading)          | Recorde asiático      | Recorde asiático (Asian)              | DNS                        | Não largou (Did not start)                |   |                                      |
| Recorde nacional      | Recorde nacional (National record)           | Recorde europeu       | Recorde europeu (European)            | DNF                        | Não terminou (Did not finish)             |   |                                      |
| Recorde pessoal       | Recorde pessoal do atleta (Personal best)    | Recorde da Oceania    | Recorde da Oceania (Oceania)          | DSQ / DQ                   | Desclassificado (Disqualified)            |   |                                      |
| Recorde da temporada  | Recorde da temporada do atleta (Season best) | Recorde sul-americano | Recorde sul-americano (South America) | NM                         | Sem marca (No mark)                       |   |                                      |